# Cristianización

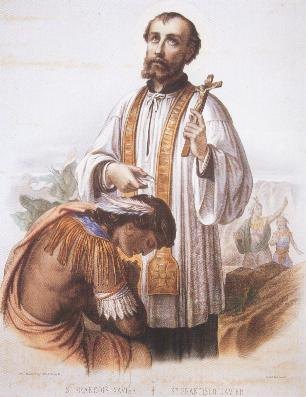
San Francisco Javier convirtiendo a un Paravas: una representación del del "pagano dócil".

El fenómeno histórico de la cristianización, la conversión de individuos o de pueblos enteros al cristianismo, también incluye la práctica de eliminar o transformar las culturas, creencias y tradiciones paganas de los convertidos y ajustarlas a los usos cristianos.
La práctica de la cristianización fue, en ocasiones, un proceso violento, al ser utilizada tras campañas militares que buscaban la dominación de otros pueblos o como herramienta política para lograr la uniformidad religiosa de los habitantes de un territorio.
En la Antigüedad y en la Edad Media, la cristianización se llevó a cabo destruyendo sitios de culto tradicionales o convirtiéndolos en iglesias cristianas, demonizando a los dioses paganos o criminalizando como brujería prácticas religiosas ancestrales, lo que podía llevar aparejado el uso de la tortura y la pena de muerte.
La reforma de actividades y creencias culturales y religiosas nativas a una forma cristianizada fue sancionada oficialmente. En la Historia ecclesiastica gentis Anglorum de Beda el Venerable se recoge una carta del papa Gregorio Magno a Agustín aconsejándole que "aceptase las prácticas paganas que considerase compatibles con el cristianismo, citando un texto de la Epístola de Pablo a los tesalonicenses: «Examinad todas las cosas, retened lo bueno». Según creía, era mejor evitar ofender innecesariamente a los paganos y ofrecerles el mensaje cristiano con respeto":

“No es necesario destruir los templos paganos de estos pueblos, sólo los ídolos que se encuentren en esos templos... Si los templos están bien construidos, es una buena idea separarlos del servicio al demonio y adaptarlos para el culto al Dios verdadero... El pueblo debe aprender a matar a su ganado no en honor al demonio, sino en honor a Dios y para su propio alimento... Si les permitimos estas alegrías externas, es más probable que encuentren el camino hacia la verdadera alegría interior”.
Gregorio I.

Esencialmente, se pensaría que todavía existieran las tradiciones y las prácticas, pero que el razonamiento que había detrás de ellas fue olvidado. La existencia del sincretismo en la tradición cristiana ha sido reconocida a lo largo de los años por los eruditos, y recientemente muchos de los casos del sincretismo también han sido reconocidos por la Iglesia católica. Sin embargo se debe distinguir el sincretismo como la mera amalgamación de dos sistemas religiosos que resulta en uno tercero, de la cristianización de la cultura, en donde, en un sistema religioso se elimina sus creencias, preservando únicamente aquellas prácticas exteriores compatibles dándoles un sentido y contenido totalmente cristiano.
Los estudios humanistas de la Antigüedad y de la reforma protestante se combinaron en el siglo XVI para producir los trabajos de beca marcados una agenda que fue ocupada con la identificación de prácticas católicas con paganismo, e identificando las iglesias protestantes emergentes con una purgativa "recristianización" de la sociedad. El erudito luterano Philip Melanchthon produjo su Apologia Confessionis Augustanae en 1530, que detallaba los ritos supuestamente derivados de prácticas paganas. Heinrich Bullinger terminó su De origine erroris libris duo en 1539 en el cual detalló los supuestos orígenes paganos de las doctrinas católicas.
Isaac Casaubon, De rebus sacris et ecclesiasticus exercitationes en 1614 realizó un tercer ejemplo familiar, donde se manifestaba que las becas estaban de alguna manera comprometidas para la abogacía de sectas. Es así como tales precedentes paganos para la práctica cristiana han tendido a ser abolidas o aún a ser desechadas a veces por los apologistas cristianos como forma de apologética protestante.
El siglo XX consideró investigaciones más puramente históricas, libre de prejuicios sectarios; una obra clásica temprana en este campo del estudio era The Survival of the Pagan Gods: the mythological tradition and its place in Renaissance humanism and the arts de Jean Seznec en 1972.

## Símbolos y simbolismo
Todos los símbolos son signos y los signos son formas que refieren a algo que no está 	dado directamente. Sin embargo, los signos pueden señalar hacia lo que significan, o bien representarlo. En el primer caso, hablamos de signos en el sentido estricto, llamados también señales; en el segundo, de símbolos
Louis Drupé

El simbolismo representa la re-composición y el reconocimiento de una creencia del hombre. Colaboró como método de evangelización en los distintos períodos históricos de la expansión cristiana
Actualmente la cruz es el símbolo más común del Cristianismo, y lo ha sido durante siglos, solo llegó a ser prominente a partir del siglo IV, y no fue particularmente asociado con el cristianismo antes de esa época. De acuerdo con la tradición cristiana, la cruz hace referencia a la Crucifixión de Jesús, y el crucifijo es la versión más obvia de esa referencia. Sin embargo, debido a la naturaleza ambigua de los términos griegos usados en la Biblia para su crucifixión, puede darse el caso de variar la forma del instrumento de ejecución de Jesús.
Sin embargo, la cruces eran símbolos importantes de muchas religiones precristianas, incluyendo al hinduismo, en el cual la esvástica fue originalmente un prominente símbolo sagrado, y la religión del Antiguo Egipto en la cual la figura con forma de cruz, Anj, fue un símbolo de vida.

## Procesos de cristianización

### Inicios de la adopción del cristianismo como religión oficial
La cristianización comenzó oficialmente con la conversión del emperador romano Constantino I, quien sancionó en el año 313 un edicto de tolerancia para con los cristianos, y continuó con la conversión de monarcas vecinos como Mirian III de Iberia (actual Georgia) (306–337), quien adoptó la religión cristiana en el año 337. Sin embargo será el emperador bizantino Teodosio I el Grande (378-392) en 380 quien colocó al Cristianismo como religión estatal del Imperio romano. A partir de este momento, todas las provincias imperiales comenzaron a bautizar y a evangelizar a la gente que se hallaba bajo su jurisdicción y lentamente dos grandes centros religiosos se fueron formando en el mundo: Roma y Constantinopla. 
Un siglo después, como hecho sin par, el monarca franco Clodoveo I (481–511) se convirtió al cristianismo y pronto la gente de su imperio bárbaro comenzó a quedar bajo el pastoreo del santo obispo de Roma: el Papa. Las conversiones milagrosas de los monarcas serán temas muy de moda y frecuentemente desarrollados (donde por ejemplo Constantino I se habría curado de lepra y se le habrían aparecido apóstoles), por su parte, Clodoveo luego de rezarle a Cristo en medio de una batalla casi perdida, obtuvo la victoria milagrosamente.
También en la historia se encuentra Teodelinda (?- c. 625), quien se casó en segundas nupcias con Agilulfo rey de los lombardos, e influenció a este en su conversión del pueblo lombardo al catolicismo.

### Cristianizaciones en elsigloX

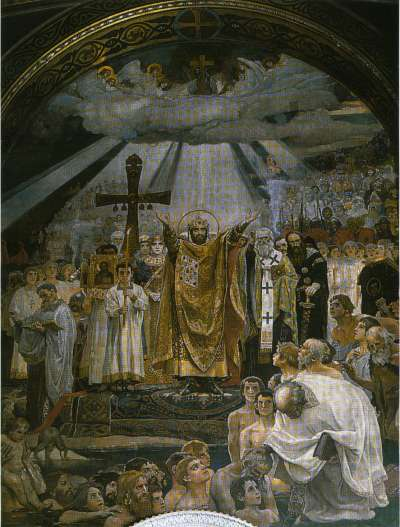
El Bautismo de Kiev, un fresco por Víktor Vasnetsov.

Por otra parte en el siglo IX, Constantinopla decidiendo expandir su influencia político-religiosa ante la amenaza de los musulmanes que conquistaban el imperio desde oriente comenzaron el proceso de Cristianización del jaganato de Rus, y con la Cristianización de Bulgaria, ganando millones de devotos con esto. Boris I de Bulgaria (852–889) adoptó la fe ortodoxa de Constantinopla en el 864 y con sigo sus altos oficiales y gran parte del pueblo que comenzó a ser evangelizada. Por otra parte en el Estado Ruso medieval la situación fue algo más turbulenta, pues si bien Santa Olga de Kiev, la madre del monarca de Kiev visitó Constantinopla entre 945 y 957 y se hizo bautizar, su hijo, el Príncipe Sviatoslav I de Kiev (942-972) permaneció pagana durante toda su vida. Será entonces San Vladimiro I de Kiev, el hijo de Sviatoslav I, quien se convirtió al Cristianismo definitivamente en el 988 comenzando el proceso de evangelización de su gente, por lo cual posteriormente fue considerado santo por la Iglesia ortodoxa.
Por otra parte Roma estaba muy ocupada también con la Cristianización de Bohemia, Polonia y Hungría. Uno de los Estados más cercanos del Imperio Germánico, centro del cristianismo por excelencia, era el ducado de Bohemia. El joven duque San Venceslao I de Bohemia creció cercano a la fe cristiana, gracias a los cuidados de su abuela Santa Ludmila de Bohemia. Sin embargo una serie de intrigas propiciadas por Dahomira, madre de Venceslao, eventualmente terminaron con causando el asesinato de su propio hijo en el año 929. San Venceslao es considerado el santo patrón de los checos y con él comenzó el proceso de cristianización el Bohemia y sus territorios vecinos. Más al Nor-Este de Europa, el duque Miecislao I de Polonia (960-992) se hizo bautizar y convirtió al ducado entero a la fe de Cristo en el año 966. 

Destacado como hecho singular por muchos historiadores y politólogos, el caso de Hungría ocupa un lugar de importancia por encima de los demás. El pueblo pagano y bárbaro de los húngaros (magiares) arribó a Europa en el año 895, y mantuvo durante un siglo su estilo de vida seminómada y guerrero, característico por elevar grandes edificios y vivir dentro de una estructura político-social inestable y poco definida, donde muchos líderes tribales se aliaban entre sí y obedecían al Gran Príncipe de los húngaros. 

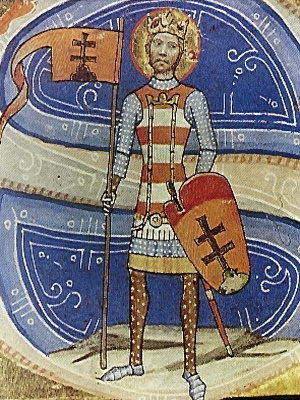
Imagen del rey San Esteban I de Hungría, de la Crónica Ilustrada húngara.

En el año 1000 fue coronado como primer rey san Esteban I de Hungría, quien comenzó a fundar el estado medieval húngaro, sancionando las primeras leyes que regularon el estilo de vida social y moral. No solamente consiguió que su gente adoptase la religión cristiana, sino que la sedentarizó y occidentalizó apoyándose en caballeros y religiosos venidos del Sacro Imperio Romano Germánico. Para el fin de su reinado, en 1038, el estado estaba fundado y Hungría contaba con diez diócesis, dos arquidiócesis y un sistema de gobernadores de provincias que eran electos y removidos por el rey, cuyos cargos no eran hereditarios. Por otra parte, en 1016, san Esteban abrió los caminos por tierra hacia Tierra Santa y dispuso una ruta de peregrinaje que, posteriormente, fue utilizada durante más de tres siglos por los caballeros en las cruzadas. Esteban fue el primer monarca santificado por su labor cristianizadora y carácter santo, a diferencia de todos sus predecesores, que fueron canonizados por haber sufrido martirio.

### Cristianizaciones tardías
Una de las cristianizaciones más tardías de Europa fue la cristianización del gran ducado de Lituania, un estado que existía entre el Imperio germánico y el Reino de Polonia, que tuvo lugar en el siglo XIV. El gran duque Jogaila de Lituania (1377-1401) se casó con santa Eduviges I de Polonia, hija del rey Luis I de Hungría (1342-1382), quien había heredado el trono polaco por vía materna en 1370. Ante la falta de hijos varones y para asegurar los tronos respectivos a sus hijas, colocó a su hija mayor como heredera principal siendo coronada posteriormente como María I de Hungría y a Eduviges como heredera de Polonia, y para que su reinado no se viese amenazado, la casó con el duque lituano Jogalia. Tal fue el amor del pagano por su esposa Eduviges que se convirtió al cristianismo.